# Ialtris haetianus
Ialtris haetianus — вид змій родини полозових (Colubridae). Мешкає в Гаїті і Домініканської Республіки.

## Підвиди
Виділяють три підвиди:
- Ialtris haetianus haetianus (Cochran, 1935) — масив де ла Отт[en];
- Ialtris haetianus perfector (Schwartz & Thomas, 1965) — гори Сьєрра-де-Баоруко[en] та південні схили гір Ла-Сель;
- Ialtris haetianus vaticinata Schwartz, 1970 — гори Монтань-Нуар[en].

## Поширення і екологія
Ialtris haetianus мешкають в горах на півдні острова Гаїті та на сусідніх островах Ваш, Гонав і Тортуга. Вони живуть в мезофільних тропічних лісах, де трапляються серед каміння і скель, на висоті від 192 до 1500 м над рівнем моря. Живляться майже виключно жабами з роду Eleutherodactylus та їх яйцями, зрідка також анолісами. Відкладають яйця.

## Збереження
МСОП класифікує цей вид як вразливий. Ialtris haetianus загрожує знищення природного середовища.